# Gmina Grabica
Grabica ist ein Dorf und Sitz der gleichnamigen Gemeinde im Powiat Piotrkowski der Woiwodschaft Łódź, Polen.

## Gemeinde
Zur Landgemeinde Grabica gehören 29 Ortsteile mit einem Schulzenamt:
Boryszów
Brzoza
Cisowa
Dziewuliny
Grabica
Gutów Duży
Gutów Mały
Kafar
Kamocinek
Kobyłki
Krzepczów
Lubanów
Lubonia
Lutosławice Rządowe
Majdany
Majków-Folwark
Majków Mały
Majków Średni
Olendry
Ostrów
Papieże
Polesie
Rusociny
Szydłów
Szydłów-Kolonia
Twardosławice
Zaborów
Żądło
Żeronie
Żychlin
Weitere Ortschaften der Gemeinde sind
Bąkowiec
Bleszyn
Doły Brzeskie
Dziwle
Grabica-Kolonia
Gutów Mały
Kamocin
Kociołki
Lutosławice Szlacheckie
Maleniec
Niwy Jutroszewskie
Papieże-Kolonia
Poleśna
Szydłówka
Władysławów
Wola Bykowska
Wola Kamocka